# Депутаты Мажилиса Парламента Казахстана V созыва
Полный список депутатов Мажилиса Парламента РК V созыва Избраны на парламентских выборах 2012 года

## Народно-демократическая партия «Нур Отан»
| #    | ФИО                     | Деятельность |
| ---- | ----------------------- | --- |
| 1    | Нурлан Абдиров          | депутат Мажилиса Парламента Республики Казахстан IV созыва                                                                                       |
| 2    | Сеитсултан Аимбетов     | депутат Мажилиса Парламента Республики Казахстан IV созыва                                                                                       |
| 3    | Майра Айсина            | депутат Мажилиса Парламента Республики Казахстан IV созыва                                                                                       |
| 4    | Ирина Аронова           | первый заместитель председателя Костанайского областного филиала НДП «Нур Отан»                                                                  |
| 5    | Оразкуль Асангазы       | начальник управления по развитию языков г. Астана                                                                                                |
| 6    | Турарбек Асанов         | депутат Мажилиса Парламента Республики Казахстан IV созыва                                                                                       |
| 7    | Нургали Ашим            | Министр охраны окружающей среды Республики Казахстан                                                                                             |
| 8    | Маулен Ашимбаев         | советник первого заместителя Председателя НДП «Нур Отан»                                                                                         |
| 9    | Аскар Базарбаев         | первый заместитель председателя Карагандинского областного филиала НДП «Нур Отан»                                                                |
| 10   | Загипа Балиева          | депутат Мажилиса Парламента Республики Казахстан IV созыва                                                                                       |
| 11   | Андрей Бегенеев         | начальник цеха водоснабжения АО «АрселорМиттал Темиртау»                                                                                         |
| 12   | Мейрам Бегентаев        | проректор Павлодарского государственного университета имени С. Торайгырова                                                                       |
| 13   | Асхат Бекенов           | депутат Мажилиса Парламента Республики Казахстан IV созыва                                                                                       |
| 14   | Ерсултан Бектурганов    | заведующий Отделом Администрации Президента Республики Казахстан                                                                                 |
| 15   | Валихан Бишимбаев       | ректор Южно-Казахстанского государственного университета имени М. Ауэзова                                                                        |
| 16   | Камал Бурханов          | депутат Мажилиса Парламента Республики Казахстан IV созыва                                                                                       |
| 17   | Светлана Бычкова        | депутат Мажилиса Парламента Республики Казахстан IV созыва                                                                                       |
| 18   | Кабибулла Джакупов      | депутат Мажилиса Парламента Республики Казахстан IV созыва                                                                                       |
| 19   | Жанат Джарасов          | заместитель Председателя Комитета национальной безопасности Республики Казахстан                                                                 |
| 20   | Темирхан Досмухамбетов  | советник Президента Республики Казахстан |
| 21   | Ерген Дошаев            | руководитель аппарата Мажилиса Парламента Республики Казахстан                                                                                   |
| 22   | Жексенбай Дуйсебаев     | депутат Мажилиса Парламента Республики Казахстан IV созыва                                                                                       |
| 23   | Сергей Дьяченко         | аким Акмолинской области |
| 24   | Жалгас Дюсенгалиев      | секретарь Атырауского областного маслихата |
| 25   | Бахытжан Ертаев         | Халық қаһарманы (Народный Герой) |
| 26   | Кожахан Жабагиев        | аким Шуского района Жамбылской области |
| 27   | Оналсын Жумабеков       | председатель Высшего Судебного Совета Республики Казахстан                                                                                       |
| 28   | Сакен Жылкайдаров       | заместитель акима Алматинской области |
| 29   | Толеген Ибраев          | депутат Мажилиса Парламента Республики Казахстан IV созыва                                                                                       |
| 30   | Куттыхожа Идирисов      | депутат Мажилиса Парламента Республики Казахстан IV созыва                                                                                       |
| 31   | Гульнар Иксанова        | член Политического совета НДП «Нур Отан» |
| 32   | Гульмира Исимбаева      | депутат Мажилиса Парламента Республики Казахстан IV созыва                                                                                       |
| 33   | Серикжан Канаев         | заведующий Отделом Администрации Президента Республики Казахстан                                                                                 |
| 34   | Гульжана Карагусова     | депутат Мажилиса Парламента Республики Казахстан IV созыва                                                                                       |
| 35   | Куралай Каракен         | директор Департамента по Актюбинской области Комитета государственного санитарно-эпидемиологического надзора Минздрава РК                        |
| 36   | Ольга Киколенко         | депутат Мажилиса Парламента Республики Казахстан IV созыва                                                                                       |
| 37   | Виктор Киянский         | депутат Мажилиса Парламента Республики Казахстан IV созыва                                                                                       |
| 38   | Арман Кожахметов        | директор департамента ТОО "Корпорация «Казахмыс»                                                                                                 |
| 39   | Сарсенбай Кожахметов    | депутат Мажилиса Парламента Республики Казахстан IV созыва                                                                                       |
| 40   | Николай Кузьмин         | генеральный директор Производственно-коммерческой фирмы «Титан»                                                                                  |
| 41   | Николай Логутов         | аким Илийского района Алматинской области |
| 42   | Ромин Мадинов           | депутат Мажилиса Парламента Республики Казахстан IV созыва                                                                                       |
| 43   | Анатолий Маковский      | аким Тайыншинского района Северо-Казахстанской области                                                                                           |
| 43.1 | Усенгельды Медеуов      | депутат Мажилиса Парламента Республики Казахстан IV созыва                                                                                       |
| 44   | Александр Милютин       | депутат Мажилиса Парламента Республики Казахстан IV созыва                                                                                       |
| 45   | Рахмет Мукашев          | депутат Мажилиса Парламента Республики Казахстан IV созыва                                                                                       |
| 46   | Урал Мухамеджанов       | депутат Мажилиса Парламента Республики Казахстан IV созыва                                                                                       |
| 47   | Шалатай Мырзахметов     | депутат Мажилиса Парламента Республики Казахстан IV созыва                                                                                       |
| 48   | Дарига Назарбаева       | Председатель Исполнительного комитета Конгресса журналистов Казахстана                                                                           |
| 49   | Нурлан Нигматулин       | Первый заместитель Председателя НДП «Нур Отан»                                                                                                   |
| 50   | Серикбай Нургисаев      | начальник Управления — председатель дисциплинарного совета Агентства Республики Казахстан по делам государственной службы по Алматинской области |
| 51   | Айгуль Нуркина          | первый заместитель председателя Павлодарского областного филиала НДП «Нур Отан»                                                                  |
| 52   | Омархан Оксикбаев       | Председатель Счетного комитета по контролю за исполнением республиканского бюджета Республики Казахстан                                          |
| 54   | Серик Оспанов           | депутат Мажилиса Парламента Республики Казахстан IV созыва                                                                                       |
| 55   | Анатолий Пепенин        | заведующий Отделом Канцелярии Премьер-министра Республики Казахстан                                                                              |
| 56   | Надежда Петухова        | главный врач Городской детской больницы № 1 г. Астана                                                                                            |
| 57   | Мейрам Пшембаев         | депутат Мажилиса Парламента Республики Казахстан IV созыва                                                                                       |
| 58   | Виктор Рогалёв          | депутат Мажилиса Парламента Республики Казахстан IV созыва                                                                                       |
| 59   | Светлана Романовская    | председатель правления Национальной лиги потребителей, член Бюро Политического совета НДП «Нур Отан»                                             |
| 60   | Нуртай Сабильянов       | депутат Мажилиса Парламента Республики Казахстан IV созыва                                                                                       |
| 61   | Уласбек Садибеков       | первый заместитель Южно-Казахстанского областного филиала НДП «Нур Отан»                                                                         |
| 62   | Айткуль Самакова        | депутат Мажилиса Парламента Республики Казахстан IV созыва                                                                                       |
| 63   | Рамазан Сарпеков        | депутат Мажилиса Парламента Республики Казахстан IV созыва                                                                                       |
| 64   | Серик Сейдуманов        | заместитель акима г. Алма-Ата |
| 65   | Гульнар Сейтмаганбетова | депутат Мажилиса Парламента Республики Казахстан IV созыва                                                                                       |
| 66   | Бахытбек Смагул         | заместитель председателя Ассоциации Ветеранов Афганистана                                                                                        |
| 67   | Алдан Смайыл            | депутат Мажилиса Парламента Республики Казахстан IV созыва                                                                                       |
| 68   | Айгуль Соловьева        | депутат Мажилиса Парламента Республики Казахстан IV созыва                                                                                       |
| 69   | Кайырбек Сулейменов     | председатель Центрального совета Организации Ветеранов Республики Казахстан                                                                      |
| 70   | Куаныш Султанов         | депутат Сената Парламента Республики Казахстан                                                                                                   |
| 71   | Елена Тарасенко         | депутат Мажилиса Парламента Республики Казахстан IV созыва                                                                                       |
| 72   | Абай Тасбулатов         | Командующий Республиканской гвардией Республики Казахстан                                                                                        |
| 73   | Мухтар Тиникеев         | депутат Мажилиса Парламента Республики Казахстан IV созыва                                                                                       |
| 74   | Алихан Тойбаев          | аким Енбекшиказахского района Алматинской области                                                                                                |
| 75   | Серик Умбетов           | Управляющий делами Президента Республики Казахстан                                                                                               |
| 76   | Избак Умурзаков         | первый заместитель акима Актюбинской области |
| 77   | Самиголла Уразов        | аким г. Уральск Западно-Казахстанской области |
| 78   | Шавхат Утемисов         | депутат Мажилиса Парламента Республики Казахстан IV созыва                                                                                       |
| 79   | Светлана Ферхо          | депутат Мажилиса Парламента Республики Казахстан IV созыва                                                                                       |
| 80   | Рауан Шаекин            | депутат Мажилиса Парламента Республики Казахстан IV созыва                                                                                       |
| 81   | Ольга Шишигина          | казахстанская легкоатлетка, Олимпийская чемпионка Сиднея-2000 и чемпионка мира в закрытых помещениях в беге на 100 метров с барьерами            |
| 82   | Еркин Шпанов            | начальник Управления координации занятости и социальных программ Атырауской области                                                              |
| 83   | Глеб Щегельский         | директор Департамента Комитета технического регулирования и метрологии по Актюбинской области                                                    |
| 84   | Татьяна Яковлева        | депутат Мажилиса Парламента Республики Казахстан IV созыва                                                                                       |

## Демократическая партия Казахстана «Ак жол»
| # | ФИО                   | Деятельность |
| - | --------------------- | --- |
| 1 | Азат Перуашев         | председатель ДПК «Ак жол» |
| 2 | Азамат Абильдаев      | президент ТОО "Корпорация «КазГранит»                                                                                               |
| 3 | Нурлан Жазылбеков     | председатель Союза предпринимателей Карасайского района Алматинской области                                                         |
| 4 | Меруерт Казбекова     | председатель «Союза женщин — предпринимателей Казахстана», руководитель «Республиканской школы женского политического лидерства»    |
| 5 | Екатерина Никитинская | первый заместитель председателя правления НЭП «Атамекен», генеральный директор ТОО «Палата финансовых и налоговых консультантов РК» |
| 6 | Талгат Ергалиев       | секретарь Центрального совета ДПК «Ак жол» по региональной работе                                                                   |
| 7 | Сагиятулла Сарсенов   | председатель совета директоров корпорации «Иле»                                                                                     |
| 8 | Алмас Туртаев         | председатель Кызылординского областного филиала ДПК «Ак жол», советник генерального директора ТОО «НефтьТехСервис»                  |

## Коммунистическая народная партия Казахстана
| # | ФИО                 | Деятельность |
| - | ------------------- | --- |
| 1 | Владислав Косарев   | почётный секретарь ЦК КНПК |
| 2 | Толеш Кенжин        | председатель ЦКРК КНПК |
| 3 | Айкын Конуров       | секретарь ЦК, координатор общественного фонда «Фокус»                                                                                       |
| 4 | Борис Сорокин       | депутат Мажилиса Парламента РК II созыва, заместитель председателя президиума ЦК КНПК                                                       |
| 5 | Галина Баймаханова  | кандидат геологических наук, доцент, почётный разведчик недр РК                                                                             |
| 6 | Турсунбек Омурзаков | активист Астанинского горкома, руководитель ОО «Азамат», доктор экономических наук, кавалер ордена «Курмет» (каз. Құрмет «почёт, уважение») |
| 7 | Жамбыл Ахметбеков   | секретарь ЦК КНПК, экс-кандидат в Президенты РК                                                                                             |

## Ассамблея народа Казахстана
| # | ФИО                | Деятельность |
| - | ------------------ | --- |
| 1 | Жуматай Алиев      | руководитель фонда «Стабильный Казахстан»                                                                          |
| 2 | Мурат Ахмадиев     | член правления республиканского центра уйгуров                                                                     |
| 3 | Егор Каппель       | член совета ассоциации общественных объединений немцев Казахстана «Возрождение»                                    |
| 4 | Роман Ким          | председатель ассоциации корейцев Казахстана                                                                        |
| 5 | Ахмет Мурадов      | сопредседатель ассоциации развития культуры чеченского и ингушского народов «Вайнах»                               |
| 6 | Надежда Нестерова  | заместитель председателя АНК Жамбылской области, член совета ассоциации русских, славянских и казачьих организаций |
| 7 | Зухра Саяпова      | руководитель татаро-башкирского этнокультурного объединения «Тан» города Астана                                    |
| 8 | Юрий Тимощенко     | заместитель председателя АНК, председатель союза «Рада украинцев Казахстана»                                       |
| 9 | Розакул Халмурадов | почетный председатель республиканского узбекского этнокультурного объединения «Дустлик».                           |